# بول فوكس

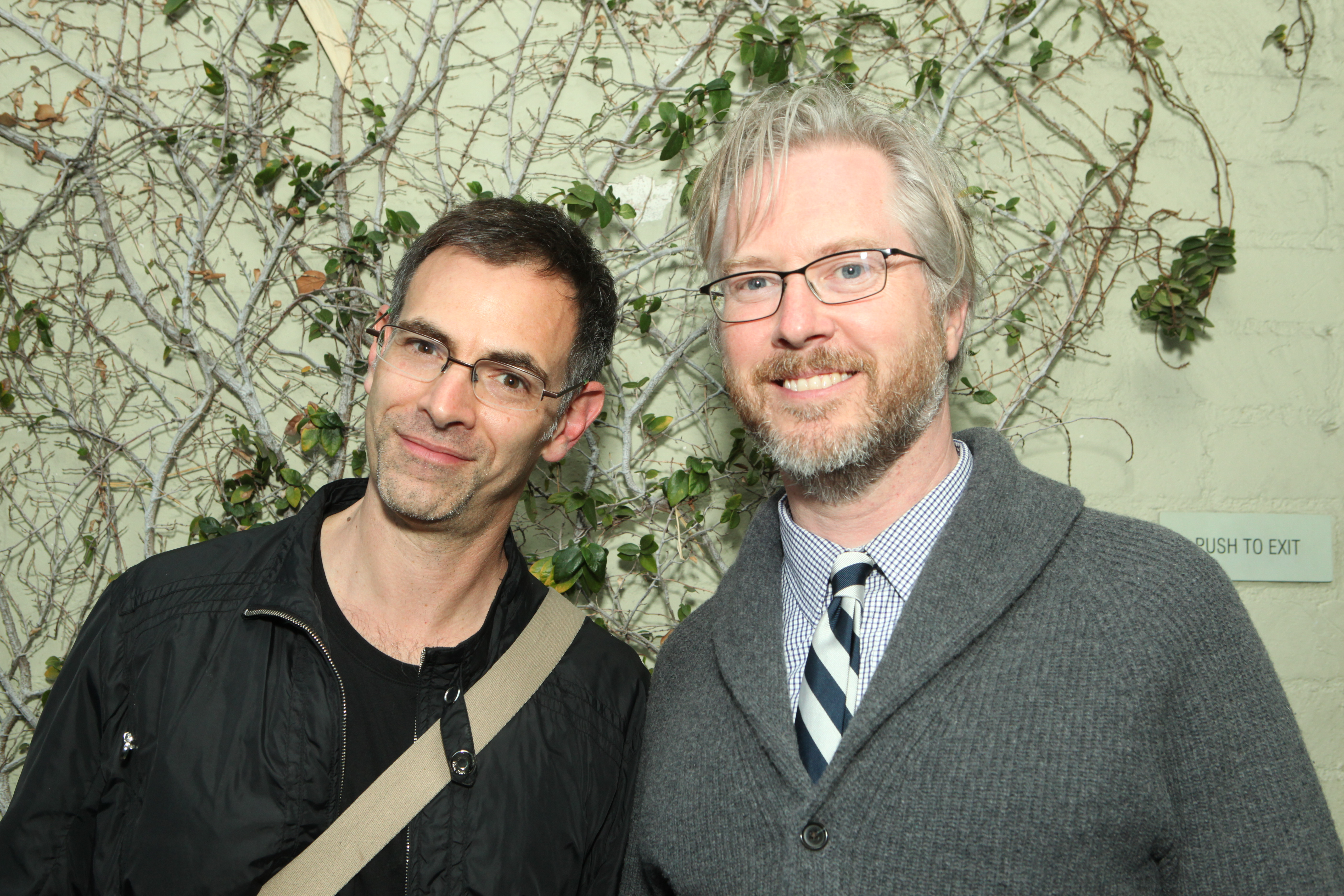

بول فوكس (بالإنجليزية: Paul Fox) هو ممثل بريطاني، ولد في 20 مارس 1979 بترورو في المملكة المتحدة.

## أعمال

### أفلام
- (1998) إليزابيث[4]
- (2012) الذيول الحمراء[5]
- (2015) سم كايند أوف بيوتفل[6]

## وصلات خارجية
- بول فوكس على موقع IMDb (الإنجليزية)
- بول فوكس على موقع قاعدة بيانات الفيلم (الإنجليزية)